# Штааб, Хайнц
Хайнц Август Штааб (нем. Heinz August Staabродился 26 марта 1926 года в Дармштадте ; † 29 июля 2012 года в Берлине) — немецкий химик, президент Общества Макса Планка с 1984 по 1990 год.

## Биография

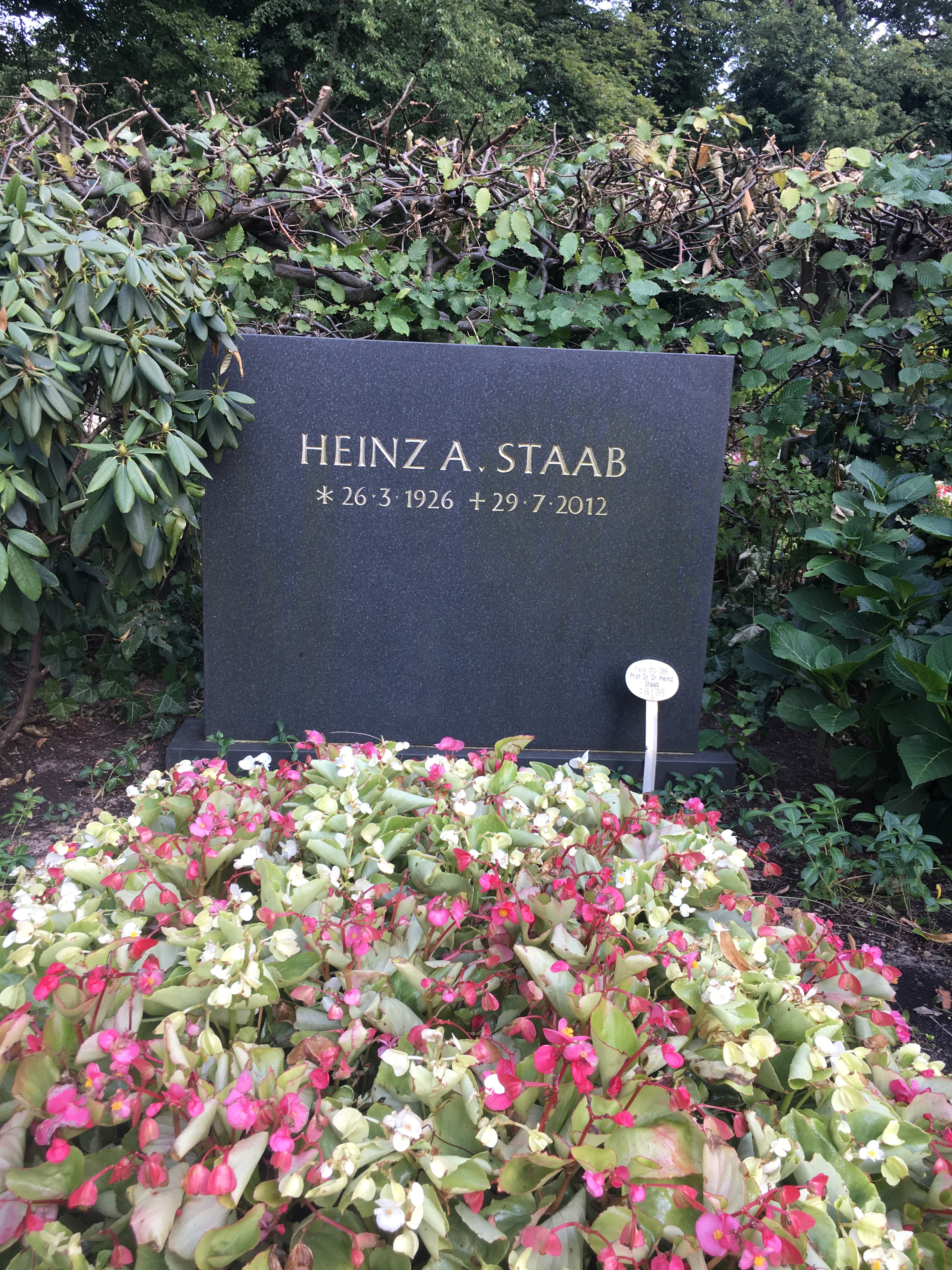
могила

Штааб изучал химию в университетах Марбурга и Тюбингена, получил докторскую степень в Гейдельберге в 1953 году. Будучи аспирантом, он работал с Рихардом Куном в Институте медицинских исследований Макса Планка в Гейдельберге, где изучал медицину и получил степень доктора медицины в 1960 году. В 1962 году Штааб был назначен доцентом кафедры органической химии Гейдельбергского университета имени Рупрехта Карлса и с 1963 года работал там профессором. В 1974 году Штааб стал директором отдела органической химии Института медицинских исследований Макса Планка в Гейдельберге. С 1966 по 1968 год Штааб был деканом университета, а с 1968 по 1970 год — проректором. С 1981 по 1982 год он был председателем Общества немецких естествоиспытателей и врачей(нем. Gesellschaft Deutscher Naturforscher und Ärzte). С 1984 по 1990 год он был президентом Общества Макса Планка. Штааб вышел на пенсию в 1996 году. Штааб умер в Берлине в возрасте 86 лет и был похоронен на кладбище Целендорф (поле 012—399).

## Научные достижения
Штааб работал в области химии гетероциклических соединений над кинетическими и спектроскопическими исследованиями этой группы соединений, а также их приложениями в прикладной органической химии. Другими направлениями исследований были физическая и синтетическая органическая химия, а также биоорганическая химия. В 1950-х годах он представил карбонилдиимидазол (названный реагентом Штааба) в качестве заменителя фосгена в органическом синтезе и особенно в химии пептидов, где он широко использовался.

Кекулен

В 1978 году вместе со своим докторантом Франсуа Дидерихом ему удалось синтезировать кекулен из 12 бензольных колец. Штааб исследовал бензеноидную и аннуленоидную свойства этого и других бензольных соединений, которые стали первыми примерами жестких макроциклов. В начале 1970-х годов он синтезировал циклофаны и использовал их для изучения реакций переноса заряда. Среди прочего он синтезировал и исследовал модели фотохимически индуцированного переноса электронов при фотосинтезе (используя раннее использование короткоимпульсной лазерной спектроскопии в органической химии). Штааб также известен своим учебником «Theoretische Organische Chemie», впервые опубликованным в 1959 году, в котором он также представил новые на тот момент спектроскопические методы. В целом он опубликовал более 340 научных работ. Будучи президентом Общества Макса Планка, Штааб уделял особое внимание отношениям с Израилем и способствовал расследованию участия немецких учёных в национал-социализме.

## Награды и признание
Штааб был действительным членом Гейдельбергской академии наук, где с 1994 по 1996 год занимал пост президента. Он был членом Немецкой академии естествоиспытателей Леопольдина с 1974 года и Европейской академии. Штааб также был членом-корреспондентом Австрийской академии наук, Баварской академии наук и Российской академии наук.
Штааб был почетным членом Индийской академии наук, был удостоен звания почетного профессора Академии Синика, а также был почетным доктором Института Вейцмана. В 1979 году он получил памятную медаль Адольфа фон Байера от Общества немецких химиков. В 1991 году премьер-министр Эрвин Тойфель наградил его Медалью «За заслуги перед землей Баден-Вюртемберг». В 1996 году Штааб был награждён Медалью Гарнака за особые заслуги перед Обществом Макса Планка. В 1999 году он стал почётным членом Общества немецких химиков, президентом которого был с 1984 по 1985 год.
С 1976 по 1979 год Штааб был членом Научного совета Федеративной Республики Германия (нем. Wissenschaftsrats der Bundesrepublik Deutschland).

## Избранные труды
- Heinz A. Staab: Einführung in die theoretische organische Chemie. Verlag Chemie, Weinheim 1959 (zahlreiche Neuauflagen und Nachdrucke, z. B. 1975 der 3. Nachdruck der 4. Auflage von 1966, ISBN 3-527-25277-0).
- Heinz A. Staab, Helmut Bauer, Karin M. Schneider: Azolides in Organic Synthesis and Biochemistry. Wiley-VCH, 1998, ISBN 978-3-527-29314-8.
- Heinz A. Staab: Zur Entstehung des Neuen in den Naturwissenschaften — dargestellt an einem Beispiel der Chemiegeschichte. Sitzungsberichte Heidelberger Akad. Wiss., Math.-Naturwiss. Klasse, 1985.
- Peter Frieß, Andreas Fickers (Hrsg.): Heinz A. Staab und Michael Sela sprechen über die wissenschaftliche Zusammenarbeit zwischen Israel und Deutschland als Grundlage für die Völkerverständigung. (= TechnikDialog. Heft 4), Deutsches Museum, Bonn 1995, OCLC 3924183937 (die ISBN 3-924183-93-7 wurde zweimal vergeben).